# Rediffusion
La rediffusion correspond à la diffusion d'un programme audiovisuel déjà diffusé. Le terme ne doit pas être confondu avec la diffusion en différé qui consiste à diffuser sans être en direct. Les programmes souvent rediffusés sont les émissions de télévision, les séries télévisées, ou encore les téléfilms, parfois aussi certaines émissions de radio. Les chaînes de télévision rediffusent les programmes télévisés dont elles possèdent les droits de diffusion, et ce, dans le cadre de leur stratégie de programmation télévisuelle.
La rediffusion ne concerne pas, a priori, les programmes de flux. Après leur passage à l’antenne, la rediffusion de ces programmes présente, en effet, peu d’intérêt : les émissions de plateau, les informations, les jeux, la météo, le sport et certains magazines relèvent de cette catégorie. À l’inverse, les programmes de stocks conservent toute leur valeur après leur première diffusion : les documentaires, les fictions, les œuvres d’animation appartiennent à cette autre catégorie de programmes.
Cependant avec le succès des offres Internet à haut débit, de nouvelles formes de rediffusion, notamment de certains programmes de flux, ont vu le jour comme la télévision de rattrapage (de l’anglais Catch-up TV) ou encore la vidéo à la demande. Ces services de rediffusion en ligne permettent aux téléspectateurs de revoir gratuitement durant une période de quelques jours certains programmes récemment diffusés sur les antennes des différentes chaînes de télévision. Passé cette période, l’accès aux contenus n’est plus possible ou devient payant. Les chaînes exploitent ces fonctionnalités à travers leurs propres réseaux numériques mais sont confrontées à une forte concurrence de la part de sites de partage et de visionnage de vidéos comme YouTube ou Dailymotion.

## Programmation audiovisuelle
Les rediffusions d'une série télévisée ont souvent lieu lors d'une pause de la production (hiatus), ou lorsque l'émission en question passe en syndication. Les chaînes de télévision rediffusent aussi souvent un épisode lors de jours fériés lorsque l'audience est normalement plus basse que d'habitude.
Certaines périodes de l’année sont donc marquées par un grand nombre de rediffusions, c’est le cas des fêtes de fin d’année, des périodes de vacances scolaires notamment l’été. D’autres périodes voient, au contraire, l’apparition de nombreuses nouveautés dans les grilles de programmes des chaînes, par exemple le mois de septembre avec les fameuses « grilles de rentrée ». La programmation constitue donc l’identité de la chaîne mais elle est aussi un moyen de rationaliser son activité. L’objectif de la programmation est de maximiser l'audience pour chaque programme diffusé, notamment en raison du modèle de financement des chaînes. Par exemple, les chaînes de télévision commerciales comme TF1 et M6 et l’ensemble des chaînes gratuites de la télévision numérique terrestre (TNT) fonctionnent selon un modèle de financement publicitaire : la majorité (relative ou absolue) de leur chiffre d’affaires provient de la vente d’espaces publicitaires à des annonceurs, dont le prix est calculé en fonction de l’audience des programmes auprès du public. C’est la raison pour laquelle ces chaînes privilégient des programmes aux contenus fédérateurs (série, blockbuster, sport) diffusés aux heures de grande écoute (prime time).
Les chaînes historiques possèdent d’autres chaînes diffusées notamment sur la TNT, par exemple le groupe M6 possède, entre autres, la chaîne W9. La programmation de ces chaînes est majoritairement constituée de programmes déjà diffusés ce qui permet aux chaînes historiques de capter des recettes publicitaires sur des programmes dont les droits ont été acquis depuis longtemps. L’acquisition des programmes les plus recherchés (sport, cinéma, séries) est en effet très coûteuse. S’ajoute qu’avec la multiplication des chaînes gratuites sur la TNT ou sur Internet (YouTube, Dailymotion) l’audience se fragmente et les recettes publicitaires des chaînes historiques baissent. Il est de plus en plus difficile pour les chaînes de télévision de garantir aux annonceurs l’attention et l’agrément des téléspectateurs.
La rediffusion présente également un intérêt en tant que cible pour les chaînes mais elle ne concerne pas les mêmes programmes pour les chaînes historiques que pour les autres chaînes. La programmation sur la TNT consiste en un savant mélange de valeurs sûres pour l’audience (rediffusion des grands classiques) et d’innovations pour l’image de marque.
Pour diffuser et rediffuser ces programmes, les chaînes doivent acquérir les droits auprès des entreprises de production audiovisuelle et plus généralement des ayants droit.

## Droit de diffusion
Le premier droit qui s’applique à l’audiovisuel est le droit d’auteur. En effet, une œuvre audiovisuelle est considérée comme une œuvre de l’esprit protégée par le droit d’auteur. Mais le droit audiovisuel recouvre également toutes les règles qui régissent le statut juridique des entreprises et sociétés de communication audiovisuelle. En outre, le droit cinématographique peut se rattacher au droit audiovisuel puisqu’il s’applique aux activités de spectacle enregistré ou à l’image animée. Ainsi une œuvre cinématographique de moins de 60 minutes sera considérée comme une œuvre audiovisuelle.
L’article L. 112-2 du code de la propriété intellectuelle définit l’œuvre audiovisuelle comme étant une « séquence animée d’images, sonorisées ou non ». Peuvent donc, indépendamment de leur contenu ou de leur mérite, être qualifiées d’œuvres audiovisuelles les œuvres cinématographiques, les fictions, les documentaires, les messages publicitaires, les dessins animés, les recréations de spectacles vivants, les jeux télévisés, les émissions de variétés, les journaux télévisés, les retransmissions sportives, etc. Le droit d’auteur considère également les émissions des chaînes de télévision comme des œuvres audiovisuelles.
Les articles 2 et 4 du décret 90-66 du 17 janvier 1990, modifié et complété, organisant les quotas de diffusion des chaînes de télévision, précisent que « constituent des œuvres audiovisuelles les émissions ne relevant pas des genres suivants : œuvres cinématographiques de longue durée, journaux d’information ; variétés ; jeux ; émissions autres que de fiction, majoritaire intellectuellement réalisées en plateau ; retransmissions sportives ; messages publicitaires ; téléachat ; autopromotion ; services de télétexte ».
L’article 27 de la loi du 30 septembre 1986 modifiée et des articles 7, 13 et 14 du décret n°90-66 modifiés indiquent que les chaînes sont tenues de consacrer, dans le nombre annuel de diffusions et de rediffusions d’œuvres cinématographiques de longue durée, 60 % à la diffusion d’œuvres européennes et 40 % à la diffusion d’œuvres d’expression originale française. Ces proportions doivent être respectées par rapport au total du temps annuellement consacré à la diffusion d’œuvres audiovisuelles et sur l’ensemble de la diffusion ainsi qu’aux heures de grande écoute.
Les heures de grande écoute des chaînes hertziennes historiques (TF1, France 2, France 3, Canal+, M6) sont comprises entre 18h et 23h sauf le mercredi où elles vont de 14h à 23h. Les chaînes de la TNT (télévision numérique terrestre) ainsi que les chaînes du câble et du satellite peuvent bénéficier d’un régime spécifique suivant leur format. En outre, ces dernières ont la possibilité d’atteindre les quotas de diffusion sur plusieurs années, selon un rythme de progression spécifique, ainsi que de ne diffuser que 50 % d’œuvres européennes en contrepartie d’un engagement dans la production indépendante inédite d’expression originale française. En ce qui concerne les œuvres cinématographiques, les heures de grande écoute sont comprises entre 20h30 et 22h30 pour les chaînes dont l’objet principal n’est pas la programmation d’œuvres cinématographiques. Pour les chaînes de cinéma et les services de paiement à la séance, il s’agit de la tranche horaire 18h-2h du matin.
Pour la diffusion des œuvres cinématographiques, la chronologie des médias est une règle essentielle. Elle définit les différents délais des différentes formes d’exploitation des œuvres cinématographiques dans le but de préserver l’exploitation des films en salle. Ce délai est de 10 mois, à compter de la date de sortie nationale, pour les services de cinéma de premières diffusions ayant conclu un accord avec les organisations professionnelles du cinéma et de 12 mois dans les autres cas. Le délai passe à 22 mois pour la télévision en clair et les services payants autres que cinéma, si des engagements de coproduction d’un montant minimum de 3,2 % de leur chiffre d’affaires de l’exercice précédent sont appliqués. Dans tous les autres cas, le délai est de 30 mois.
Tous les diffuseurs se voient imposer une grille de diffusion et un quantum (ensemble de quotas) annuel. Ainsi les chaînes qui ne sont pas dédiées exclusivement à la diffusion d’œuvres cinématographiques ne peuvent diffuser plus de 192 longs métrages par an dont 144, au maximum, peuvent être diffusés aux heures de grande écoute. Les chaînes de cinéma peuvent, quant à elles, diffuser plus de 500 longs-métrages chaque année et rediffuser jusqu’à 7 fois un long-métrage sur une période de trois semaines. Elles peuvent même diffuser un long-métrage une huitième fois en trois semaines mais uniquement si le film est sous-titré pour les sourds et malentendants. Pour la chaîne Canal+, qui propose des services cinéma, un long-métrage ne peut être rediffusé plus de 35 fois en trois mois.
Certains jours et horaires sont interdits à la programmation cinématographique :
- pour les chaînes non cinéma, le samedi, le dimanche avant 20h30, le mercredi et le vendredi soirs (sauf pour les films d’art et d’essai qui peuvent être programmés après 22h30)
- pour les chaînes cinéma, aucun film ne peut être diffusé le vendredi de 18h à 21h, le samedi de 18h à 23h et le dimanche de 13h à 18h
- pour les services de cinéma de premières exclusivités, le dimanche après-midi, de 13h à 18h est totalement interdit à la programmation d’œuvres cinématographiques. Le samedi, de 18 h à 23 h, seule la programmation d’œuvres cinématographiques ayant réalisé moins de un million cinq cent mille entrées en salle lors de leur première année d’exploitation est autorisée.
Le CSA (Conseil Supérieur de l'Audiovisuel) est l’organisme chargé de veiller, entre autres, au respect de l’ensemble de ces quotas de diffusion. Il étudie donc les programmes diffusés
par les chaînes ainsi que les données provenant des contrats signés entre les diffuseurs et les producteurs. Il relève les manquements les plus importants et intervient auprès des chaînes pour que celles-ci respectent leurs engagements. Il attribue les qualifications d'œuvres cinématographiques et audiovisuelles européennes et d'expression originale française telles que définies aux articles 5 et 6 du décret n°90-66. Il établit enfin, d’après les critères figurant à l'article 4 du décret n°90-66, la liste des émissions qu'il retient au titre des œuvres audiovisuelles et communique régulièrement cette liste.

## Droit de rediffusion et DADVSI
Le droit d’auteur a des conséquences importantes sur la rediffusion. En raison du droit d’auteur et droits voisins (DADVSI), la rediffusion donne lieu au versement de royalties, ce qui constitue une source de rémunération des artistes interprètes. Bien souvent quand elles négocient les droits de diffusions les chaînes acquièrent en plus un droit pour une rediffusion, ainsi lorsque l’on parle des droits de rediffusion, on s’intéresse plutôt à la deuxième rediffusion. La rémunération varie également suivant que ce droit de rediffusion est possédé ou non par les diffuseurs.
Si les chaînes disposent du droit de rediffusion, la rémunération des artistes interprètes se fait par un supplément de cachet (dit « royalty ») dont le taux est fixé par convention, la rémunération variant selon l’heure du début de la rediffusion.
Ainsi en cas de rediffusion démarrant entre 19h et 21h30 (prime time) le supplément de cachet est de :
- 30 % du salaire initial journalier allant jusqu'à 305 euros
- 20 % du salaire initial journalier allant de 305 et 1525 euros
- 10 % du salaire initial journalier supérieur à 1525 euros
En cas de rediffusion en dehors de ces horaires (day time et nuit) les royalties s’élèvent à 75 % du cachet initial quel qu’il soit.
Si elles ne disposent pas d’un droit de rediffusion, les chaînes achètent ce droit dont le prix est fonction de celui de la première acquisition. Ce système est sensiblement celui utilisé pour la rediffusion de programmes sur les chaînes du câble, du satellite et de la TNT.